# Bretagne (Schiff, 1989)
Die Bretagne ist eine im Jahr 1989 in Dienst gestellte Ro-Pax-Fähre der französischen Reederei Brittany Ferries. Sie wurde auf der Route Saint-Malo–Portsmouth eingesetzt und Anfang November 2024 außer Dienst gestellt. Heute gehört das in Rosalind Franklin umbenannte Schiff zur Flotte von Balearia.

## Geschichte
Die Bretagne wurde unter der Baunummer D29 auf der Werft Chantiers de l’Atlantique gebaut. Benannt wurde das Schiff nach der Region in Frankreich. Der Stapellauf des Schiffes fand am 4. Februar 1989 statt. Die Fertigstellung des Schiffes erfolgte am 6. Juli, die Indienststellung am 16. Juli 1989. Die Baukosten des Schiffes beliefen sich auf £ 55 Millionen.
Das Schiff wurde im Juli 1989 in Dienst gestellt. Es wurde zunächst auf der Strecke zwischen Plymouth und Santander eingesetzt und bediente ab 1993 in erster Linie die Strecke zwischen Portsmouth und Saint-Malo. Am 4. November 2024 wurde die Fähre außer Dienst gestellt. Sie soll durch die Saint-Malo, ein Neubau des E-Flexer-Typs ersetzt werden. Bis zur Indienststellung der Saint-Malo übernimmt die Armorique den Verkehr zwischen Saint-Malo und Portsmouth.
Die Bretagne wurde an Baleària Eurolíneas Marítimas verkauft und in Rosalind Franklin umbenannt.

## Technische Daten und Ausstattung
Der Antrieb des Schiffes erfolgt durch vier Viertakt-Zwölfzylinder-Dieselmotor des Herstellers Wärtsilä (Typ: 12V32D) mit zusammen 17.760 kW Leistung. Die Motoren wirken auf zwei Verstellpropeller. Das Schiff erreicht eine Geschwindigkeit von 22.5 kn. Das Schiff ist mit zwei Bugstrahlrudern ausgerüstet.
Für die Stromerzeugung stehen ein Wellengenerator mit 460 kW Leistung (575 kVA Scheinleistung) sowie drei Dieselgeneratoren mit 2.350 kW Leistung (2.938 kVA Scheinleistung) zur Verfügung.
An Bord ist Platz für 2.056 Passagiere. Das Schiff verfügt über 376 Passagierkabinen mit insgesamt 1.146 Betten. Zusätzlich stehen 15 Kinderbetten zur Verfügung, die bei Bedarf in den Kabinen genutzt werden können. Neben den Kabinen stehen an Bord 319 Ruhesessel zur Verfügung. Die Passagierkabinen befinden sich auf den Decks 1 und 2 sowie 6 und 8, die Ruhesessel auf Deck 8 und 9. Die Einrichtungen für Passagiere sind auf den Decks 5–9 untergebracht, darunter Restaurants und Bars, Kinos und Shops. Auf Deck 9 befindet sich auch ein Sonnendeck.
Auf den Ro-Ro-Decks mit 735 Spurmetern finden 580 Pkw und 39 Lkw Platz. Die Ro-Ro-Decks, die sich auf den Decks 3, 4 und 5 befinden, sind über je eine Bug- und Heckrampe zu erreichen und im Schiff durch Rampen miteinander verbunden. Vor der Bugrampe befindet sich eine seitlich öffnende Bugklappe.